# Kalasaari (ö i Södra Karelen, Villmanstrand)
Kalasaari är en ö i Finland. Den ligger i sjön Saimen och i kommunen Villmanstrand i den ekonomiska regionen  Villmanstrands ekonomiska region  och landskapet Södra Karelen, i den södra delen av landet, 200 km nordost om huvudstaden Helsingfors. Öns area är 1,3 hektar och dess största längd är 250 meter i sydöst-nordvästlig riktning.